# Бразильско-эквадорские отношения
Бразильско-эквадорские отношения — двусторонние дипломатические отношения между Бразилией и Эквадором, которые были установлены в ноябре 1844 года и с тех пор отличаются стабильностью. Бразилия сыграла важную посредническую роль в подписании мирного соглашения между Эквадором и Перу, которые были вовлечены в пограничный конфликт с 1828 года. Страны стремятся к региональной интеграции Южной Америки в рамках Союза южноамериканских наций (УНАСУР), а также Латинской Америки и Антильских островов в рамках Сообщества стран Латинской Америки и Карибского бассейна (СЕЛАК).
В дополнение к УНАСУР и СЕЛАК, вместе с Боливией, Колумбией, Гайаной, Перу, Суринамом и Венесуэлой, страны также являются частью Организации Договора о сотрудничестве в бассейне реки Амазонки, созданной 13 июля 1978 года с целью содействия Кооперации юг-юг в обеспечении устойчивого развития региона, защиты суверенитета государств-членов над их территориями Амазонии. В 2004 году Эквадор стал ассоциированным членом Меркосур.

## История
В ноябре 1844 года страны установили дипломатические отношения, когда император Бразилии Педру II назначил Мануэля Черкейру Лиму управляющим делами в Республике Новая Гранада и Эквадоре, с резиденцией в Боготе. В январе 1873 года было открыто дипломатическое представительство Бразилии в Кито, а Эдуардо Калладо стал управляющим делами.
В октябре 2008 года начался дипломатический кризис между странами, когда президент Эквадора Рафаэль Корреа без предварительного уведомления распорядился изгнать бразильскую строительную компанию «Odebrecht» из страны. Данная компания при участии капитала Бразильского банка развития участвовала в строительстве гидроэлектростанции в Кито, что обошлось почти в 500 миллионов реалов, и в результате должно было обеспечить около 12 % всей энергии по стране.
В ноябре 2007 года начались работы, которые были прекращены спустя всего через семь месяцев, поскольку в конструкции были обнаружены структурные недочёты. Правительство Эквадора предупредило компанию об ответственности за нарушение сроков строительства и последующее прекращение выработки электроэнергии, что нанесло различные убытки населению. Столкнувшись с проблемами, Рафаэль Корреа предъявил «Odebrecht» ультиматум, чтобы они оперативно устранили нанесённый ущерб, а также потребовал, чтобы компания выплатила компенсацию за убытки, вызванные нехваткой электроэнергии. Однако, «Odebrecht» отказался выплачивать компенсацию правительству Эквадора. Таким образом, споры обострились и закончились изгнанием «Odebrecht» из Эквадора.
После изгнания компании «Odebrecht» из Эквадора президент Бразилии Луис Инасиу Лула да Силва отменил визит в эту страну. Эквадор выразил сожаление на такую реакцию правительства Бразилии.
31 августа 2016 года, после утверждения импичмента президента Дилмы Русеф сенатом Бразилии, президент Эквадора Рафаэль Корреа заявил в своем аккаунте в социальной сети Twitter, что он  в знак протеста отзовёт посла страны из Бразилии.

## Оказание помощи
11 июля 2011 года правительство Бразилии приняло решение подарить самолёт ВВС Бразилии «De Havilland Canada DHC-5 Buffalo» вооружённым силам Эквадора.

## Дипломатические представительства
- Бразилия имеет посольство в Кито, а также почётные консульства в Гуаякиле и Куэнке[9].
- Эквадор содержит посольство в Бразилиа, консульства в Сан-Паулу и Рио-де-Жанейро, почётные консульства в Порту-Алегри, Кампинасе, Сантусе, Ресифи, Форталезе и Манаусе[10].